# Les Franval
Marc Franval puis Les Franval est une série de bande dessinée franco-belge d'aventure, créée par Édouard Aidans (dessin) et Jacques Acar puis Yves Duval (scénario), publiée de 1963 à 1974 dans Tintin, éditée en album de 1966 à 1973 par Le Lombard puis en 1980 par Bédéscope et enfin sous forme d'intégrale en 2023 par BD Must.

Elle conte les aventures à travers le monde de Marc Franval, romancier, cinéaste et aventurier globe-trotter, rejoint dès le deuxième épisode par son épouse Cathy et leur fils Didi.
Cette série est terminée.

## Historique
La série Marc Franval, ensuite intitulée Les Franval, paraît dans le journal Tintin de 1963 à 1975. Le premier épisode est Marc Franval chasse le condor !, avec des dessins d'Édouard Aidans sur un scénario de Jacques Acar. Cet épisode est un « récit de pure aventure » qui aurait pu rester un album isolé sans être une série. 
Le scénariste Yves Duval contacte Aidans pour lui suggérer de dessiner les aventures d'une famille de cinéastes et conférenciers, rappelant la famille Mahuzier. Aidans accepte, et convertit son personnage Marc Franval en père de famille, époux de Cathy et père de Didi, pour en faire une famille de voyageurs « chasseurs d'images ».

## Description

### Résumé

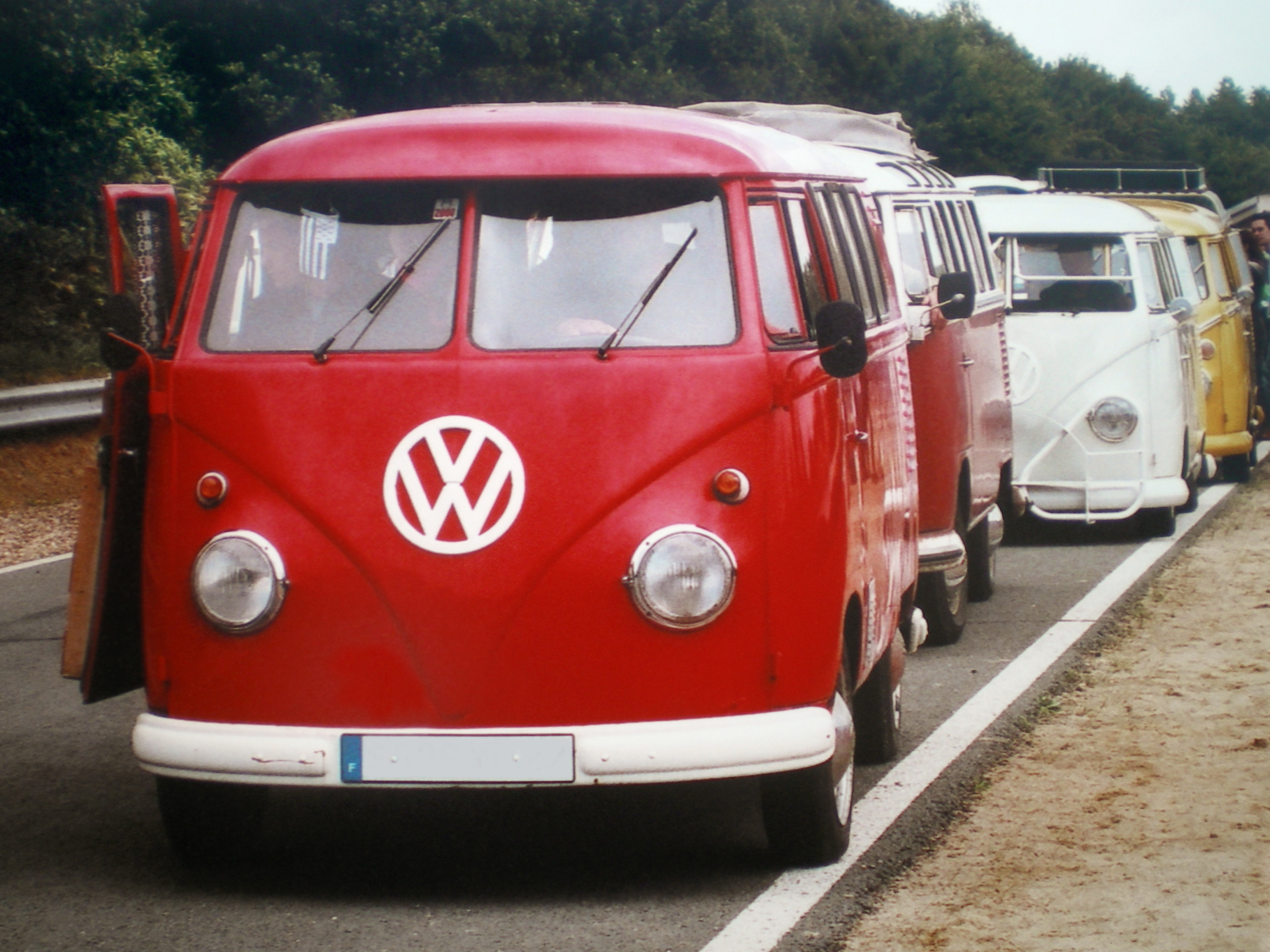
Un « Combi » Volkswagen rouge, emblématique de la série

Ce sont les aventures d'une famille de cinéastes globe-trotters. 
Marc Franval, reporter photographe puis cinéaste, entraîne sa femme et leur fils à sa suite. Dans leur fourgonnette Volkswagen « Type 2 » rouge, au rythme des reportages à effectuer et de leurs aventures, ils parcourent l'Afrique, l'Amérique du Sud, l'Asie, l'Océanie jusqu'à Bornéo, traversant la brousse autant que les déserts.
Les derniers épisodes mettent en scène le père uniquement.

### Personnages
- Marc Franval, aventurier, reporter cinéaste et conférencier.
- Cathy, son épouse.
- Didi, leur fils âgé de huit ou neuf ans.

### Analyse
Cette série fait « les beaux jours » des éditeurs Le Lombard et Dargaud. Elle connaît un grand succès en montrant des périples et des contrées à l'époque peu accessibles par les médias modernes.

## Postérité

### Accueil critique
Les deux créateurs de cette série au « véritable succès » entrent au « Panthéon du 9e Art ».
Philippe Delisle relève des similitudes avec d'autres bandes dessinées relatives à des aventures africaines, notamment Tintin au Congo : le héros affronte des malfaiteurs étrangers qui cherchent à s'emparer des richesses locales et se liguent avec une secte secrète autochtone ; dans Alerte aux vautours, le héros Marc Franval se heurte au malfrat Herbitz qui est en cheville avec la dangereuse secte des « Origous ».

## Publications en français

### Dans des périodiques
La série est publiée dans Tintin de 1963 à 1974.

### En albums
- 1. Du sang sur l'ivoire, Le Lombard (Belgique) et Dargaud (France) coll. « Jeune Europe » no 42, broché, 60 pages (+ Alerte aux vautours), janvier 1966
Scénario : Yves Duval - Dessin : Édouard Aidans
- 2. Visa pour 3 continents, Lombard (Belgique) et Dargaud (France), broché, 30 pages, janvier 1966
Scénario : Yves Duval - Dessin : Édouard Aidans
- 3. Sur la piste des Kasbahs, Lombard (Belgique) et Dargaud (France) coll. « Jeune Europe » no 48, broché, 60 pages (+ 4 Aventures des Franval chasseurs sans armes), janvier 1967
Scénario : Yves Duval - Dessin : Édouard Aidans
  - Réédition cartonnée, Lombard, Sur la piste des Kasbahs uniquement, 44 pages, janvier 1981
- 4. Destination Desertas, Lombard (Belgique) et Dargaud (France) coll. « Jeune Europe » no 57, broché, 44 pages, janvier 1968

  - Réédition cartonnée, Lombard, nouvelle couverture, janvier 1981
- 5. Les Pirates de la brousse, Lombard (Belgique) et Dargaud (France) coll. « Jeune Europe » no 53, broché, 44 pages, janvier 1969
Scénario : Yves Duval - Dessin : Édouard Aidans et Mittéï (décors)
  - Réédition cartonnée, Lombard, nouvelle couverture, janvier 1981
- 6. Alerte à Bornéo, Lombard (Belgique) et Dargaud (France) coll. « Jeune Europe » no 63, broché, 44 pages, janvier 1970
Scénario : Yves Duval - Dessin : Édouard Aidans
  - Réédition cartonnée, Lombard, nouvelle couverture, avril 1982
- 7. Rapt à Tokyo, Lombard (Belgique) et Dargaud (France) coll. « Jeune Europe » no 73, broché, 44 pages, septembre 1971
Scénario : Yves Duval - Dessin : Édouard Aidans
  - Réédition cartonnée, Lombard, nouvelle couverture, mai 1983
- 8. Marc Franval chasse le condor, Lombard (Belgique) et Dargaud (France) coll. « Vedette » no 22, broché, 44 pages, octobre 1973
Scénario : Édouard Aidans - Dessin : Yves Duval
- 9. La Grande Initiation, Bédéscope, broché, noir et blanc, 28 pages (+ Drame au festival), juillet 1980
Scénario : Yves Duval - Dessin : Édouard Aidans
- 10. Safari Pacifique, Bédéscope, broché, noir et blanc, 31 pages (+ Chasseurs sans armes et Zone interdite), juillet 1980
Scénario : Yves Duval - Dessin : Édouard Aidans et Henrotin (décors)
- 11. Le Démon du temple, Bédéscope, broché, noir et blanc, 31 pages (+ Mort en sursis, Le Solitaire de Maputo et La Pêche interdite), octobre 1980
Scénario : Yves Duval - Dessin : Édouard Aidans et Marc Hardy (décors)
- 12. Tonnerre sur San Felipe, Bédéscope, broché, noir et blanc, 29 pages (+ L'Homme perdu, Passeport pour l'autre monde et Les Statuettes maudites), octobre 1980
Scénario : Yves Duval - Dessin : Édouard Aidans et Marc Hardy (décors)
- Intégrale en 4 volumes , novembre 2023, BD Must, édition intégrale chronologique des 9 récits longs et 17 récits courts parus dans Tintin, dossier rédigé par Gilles Ratier, édition limitée à 250 exemplaires numérotés, avec 4 ex-libris, 528 pages
Scénario : Yves Duval et Jacques Acar - Dessin : Édouard Aidans, avec Mittéï, Dany et Marc Hardy (décors)